# Eurydesmus macrotrichus
Eurydesmus macrotrichus är en mångfotingart som beskrevs av Carl Graf Attems 1901. Eurydesmus macrotrichus ingår i släktet Eurydesmus och familjen Chelodesmidae. Inga underarter finns listade i Catalogue of Life.